# バーチャファイター
『バーチャファイター』 (Virtua Fighter) は、セガが開発し1993年に稼働開始した3D対戦型格闘ゲーム。
本項では翌1995年にリリースされた、モデル1より廉価な基板であるST-Vに移植した上でグラフィックを若干リニューアルするなどした『バーチャファイターリミックス』についても解説する。

## 概要
マペットのような粗いポリゴンのキャラクターを画面に表示させ、激突した時に有機生命体らしくない金属音を響かせることで、立体空間においての駆け引きを競うゲーム性が確立した。安くはない料金設定でもコインを投じて対人戦を繰り返し、攻略法を培うためにゲームセンターに赴く人々が増えた。セガサターン版ではゲームパッドが壊れるほど、とも言われている。
アーケード版はゲーム誌『ゲーメスト』の企画「第8回ゲーメスト大賞」（1994年度）において、大賞3位、ベスト対戦格闘賞3位、ベストグラフィック賞6位を獲得。セガサターン版は、ファミ通クロスレビューで36点（プラチナ殿堂入り）を取るなど高く評価され、また1995年度サタマガグランプリ最優秀作品賞を受賞するなどセガファンの絶大な支持を受け、セガサターン初期のキラーソフトとしての役割を果たした。販売本数はセガサターンマガジンの推計で71万1806本。スーパー32X版はファミ通クロスレビューで30点（シルバー殿堂）を獲得した（より詳細なデータは#評価を参照）。
1994年にセガサターンに移植された他、1995年にスーパー32Xに移植された。1998年4月6日、ワシントンのスミソニアン博物館に、ビル・ゲイツの推薦によって『バーチャファイターシリーズ』の一連のソフトウェアと関連資料が「その年の最も革新的なアプリケーション」として博物館のコレクションの一部に加えられた。セガが家庭用ゲーム機事業から手を引いた後は長らく移植事例が無かったが、2020年セガ フェイブが発売した復刻系テレビゲーム機・アストロシティミニにHDリマスター版が移植された。

## ゲーム内容
レバーと、P（パンチ）・K（キック）・G（ガード）の3ボタンを組み合わせて技のコマンドを入力する。
それまでの格闘ゲームではボタンがパンチとキックを弱・中・強（またはそれに近い形に）に振り分けられていたが、1レバーとパンチ、キック、ガードというシンプルなボタンレイアウトを採用したことが特徴だった。これにより打撃・投げ・ガードのシンプルな三すくみの攻防を確立しつつ、駆け引きの奥深さも両立し評価を得ることができた。

## ストーリー
昭和の時代、軍は清朝最後の皇帝を利用しようと彼に近づくも八極拳を使う彼の親衛隊の前に敗れた。軍は、最強の歩兵部隊を造り出すため、この八極拳の極意を基に究極の武術を完成させたと伝えられている。
それからおよそ半世紀、八極拳を使う1人の若者が、自分の腕を試すべく武者修行の旅へと出る。彼の名は結城晶。これより、世紀末格闘伝説が始まる。
「世界格闘トーナメント」。それは、世界中から集まったあらゆる格闘家が、己の肉体だけで死闘を繰り広げ、世界一の格闘王を決める究極の武闘大会である。果たして最強は誰なのか。

## 登場キャラクター
使用可能キャラクターは以下の8人。
- 結城晶（ゆうき あきら）

名門道場、結城武館の生まれ、最強と言われる八極拳をもとに、究極の武術が完成した。その創始者がアキラの祖父。その事実を知ったアキラは、修行の旅に出る。世界中を渡り歩いている途中で世界格闘トーナメントの噂を耳にした。
- パイ・チェン

ラウの一人娘。ラウは家庭の幸福を顧みず、究極の技を追い求めた結果、パイの母親は過労で死んでしまう。ラウを憎んだパイはラウの前から姿を消し、５年後、香港でアクションスターになった。そして父ラウが格闘トーナメントに出場することを知り、自らも大会に出場する。
- ラウ・チェン

中国の著名な料理人であり、最強の武戦家。至高の味と究極の味を求めるあまり、家庭を犠牲にし、妻は過労で死んでしまい、一人娘のパイは家出してしまう。しかし彼の情熱は究極の技の完成にかたむけられ、格闘トーナメントに出場するに至る。
- ウルフ・ホークフィールド

ネイティブアメリカンを祖先に持ち、カナダの山中で林業と狩猟をなりわいとした少年時代を過ごす。プロレスラーとして一躍スターダムにのし上がるが、そののち無敗のままベルトを返上し、強敵を求めてプロレス団体を転々とする。そしてまだ見ぬ強敵を求めて、格闘トーナメントへの出場を決意する。
- ジェフリー・マクワイルド

オーストラリアの小島で妻子とともに漁業を営む海の男。唯一敗北を喫した相手が体長8メートルを越える人食い鮫、サタンシャークである。サタンシャークに船を壊され、漁に出られなくなってしまった彼は、船を新造する費用を稼ぐため、レートの高い格闘トーナメントに出場する。
- 影丸（かげまる）

影丸とは影の流れに暗躍し続ける葉隠れの一家系の呼称である。その葉隠れ第十代こそが格闘トーナメントに出場する影丸である。母はある日、神隠しに会い、父は葉隠れの里とともに、謎の組織の凶弾に倒れる。そして影丸は復讐の旅に出る。
- サラ・ブライアント

幼少のころから、道場に通っていたおり、武芸に打ち込んだ。ある日、兄、ジャッキーがレース中に事故を起こすが、その事故に不信を抱く。ひとりで調査を進めるうちに、悪の秘密組織の存在を知る。だが組織の一味に見つかって、捕らわれてしまう。そののちジャッキーの刺客として洗脳され、格闘トーナメントに出場させられる。
- ジャッキー・ブライアント

カーレーサーの彼は、グランプリレースに参戦。順調にトップを独走していたが、ラスト1周の時点で彼のマシーンは爆発、炎上し、瀕死の重傷を負う。入院中、彼は事故が秘密組織によって仕組まれていたことを知る。そしてリハビリを兼ねて、秘密組織が裏で糸を引いているといわれる格闘トーナメントに出場する。
これに加え、最終ボス（正確にはボーナスステージ）のデュラルが登場する。セガサターン版は隠しコマンドで使えるようになる。

## 移植版
スーパー32X版
日本市場におけるスーパー32X最後のソフトとなった。8人まで参加可能な「トーナメントモード」やキャラクターのカラー変更など、独自の要素が追加されている。サターン版よりグラフィックが簡素になっているものの、スーパー32Xのスペックを踏まえると、驚異的な移植度とサターン版のようなポリゴン欠けやロード時間が存在しないことから、ファミ通クロスレビューで30点を取るなど評価はそれほど悪くない。なお、当初スーパー32X版スペースハリアーなどを開発したゲームのるつぼに移植の依頼が持ち込まれたが、移植の難しさから断り、後でその出来を見て驚いたという逸話がある。
アストロシティミニ版
セガグループの1社であるセガトイズが、2020年12月17日にリリースした「アストロシティミニ」用に収録。「アストロシティミニ」は往年のセガ製汎用アーケードゲーム用筐体「アストロシティ」を外観のモチーフとし、1980年代から1990年代中期のアーケードゲーム36作品（+おまけ1作品）がプリインストールされた「復刻系ゲーム機」である。
多数収録されているゲーム群の中でも、本作は知名度などの点から特別な存在としてアピールされている。一例としては本機商品写真のいくつかで本機ディスプレイ画面に本作が映っているものを用いるなどキービジュアル的に使用されているほか、本機の公式サイトでも「本作の画質をHD化（解像度を720p化）した）」という点が筆頭に記載されるなど。このほか本機自体の機能として「どこでもセーブ」（ステートセーブ）などプレイに便利な機能がいくつか使える。
本機の発売前夜である2020年12月16日に配信された記念番組では、鈴木裕（本作プロデューサー）がゲストとして招かれ当時の思い出を語り、コーナーの一つではアーケード版で「鉄人」と称された人気プレイヤー「池袋サラ」が本機版でエキジビション対戦プレイを披露した。

## 開発とリリース
1993年12月、当時としては最先端であった3DCGアーケード基板「MODEL1」により世界初の3D格闘ゲーム、『バーチャファイター』がリリースされる。3DCGにおいてはまだ人型のスムーズなアクションが珍しかった状況で、2体の人型が格闘をくり広げる映像が公開され話題を呼んだ。
開発トップの鈴木裕も「（グラフィックに関しては）当時は『ストリートファイターII』（1991年）とよく比較された。ノンテクスチャーで、どうやって対抗するの?といろいろな人から言われた覚えがあります」と語る。そして「位置関係やパースの正確さ」、モーションの動きで魅力を引き出すという方法で既存の2D対戦格闘ゲームとの差別化を計ることにしたという。開発段階でどうしても動きが良くならないため「どうも開発者が格闘技をやってないせいではないか」と仮説を立てた鈴木は開発者総出で格闘技を練習した。
リリース当初は、当時の流行の2D対戦格闘ゲームたちの中に埋もれる形で人気が出るまで時間がかかった。パブリシティ戦略によりゲームの情報がメーカー側から明かされることはなく、メディア展開もあまりなく情報が皆無という状況であったが、ニフティサーブなどのパソコン通信や、『ファミコン通信』（後の『週刊ファミ通』）などのゲーム雑誌を介して攻略やその他情報交換が行われるようになり、それらふたつのコミュニティがある日「新宿ジャッキー」（パソコン通信上の架空の強者の存在と現実での『ファミ通』編集者による対戦での98人抜きの記事）という存在をきっかけにひとつに交わり知名度を上げて行く。1994年4月29日、国立代々木競技場周辺で行われていたフジテレビのイベント「LIVE UFO」にて、セガ主催の公式全国大会「バーチャファイター トーナメント大会」も催され、1994年11月22日にはセガサターンへの移植版がローンチタイトルとして発売された 。

## スタッフ
アーケード版
- コーディネーター、メイン・デザイナー：石井精一
- メイン・プログラマー：池淵徹
- プログラマー：木村進、鈴木健、みうらえいすけ、山田和彦、小林雅彦、おおたなおみ、フランソワ・イブ・バートランド、加来徹也
- デザイナー：中田州彦、加藤陽仁、井上俊哉、浅古芳尚、青地正高、石井智裕、ジェフリー・ブキャナン、小島ミカ
- プログラム・サポート：岡安啓司、庄司弘明
- 音楽：中村隆之
- プランニング・サポート：塚本学
- プロデューサー、ディレクター：鈴木裕

セガサターン版
- メイン・プログラマー：岡安啓司
- プログラマー：杉本哲也、庄司弘明、かねこもとい、石戸淳一
- デザイナー：浅古芳尚、加藤陽仁、油井亮弥
- サウンド・デザイナー：中村隆之、光吉猛修、河内和彦
- プロデューサー：鈴木裕

スーパー32X版
- プロデューサー：永田浩一
- プログラマー：堀田榮治、節政暁生、山尻立男、高橋保裕
- デザイナー：くぼまさし
- サウンド・デザイナー：瀬津丸勝
- 企画：あんぼうひでき
- エグゼクティブ・プロデューサー：マイケル・ラッサム
- アソシエイト・プロデューサー：エリック・クアケンブッシュ
- アシスタント・プロデューサー：エリック・ウォールバーグ、ビル・パーソン
- マーケティング・マネージャー：フランス・M・タンディアド
- パブリック・リレーションズ・コーディネーター：テリー・タン

## 評価
アーケード版
- ゲーム誌『ゲーメスト』の企画「第8回ゲーメスト大賞」（1994年度）において、大賞3位、ベスト対戦格闘賞3位、ベストグラフィック賞6位、年間ヒットゲーム2位、プレイヤー人気2位を獲得した。

- ゲーメストムック『ザ・ベストゲーム2』（1998年）では『名作・秀作・天才的タイトル』と認定された「ザ・ベストゲーム」に選定され、同書にてライターのチャッキーは本作を3D格闘ゲームの草分け的存在であると位置付けており、リリース直後は特異性に対して賛否両論があったことを指摘したが、2D格闘ゲームの1レバー6ボタン制に対して1レバー3ボタン制になっていること、技コマンドが単純なものになっていることなどから格闘ゲームに馴染みのないプレイヤー層まで引き込む結果となったことを示唆した。またシステム自体は単純であるものの、マニアックなプレイヤーを引き込む奥の深さも併せ持っていると指摘、上中下段と投げによる攻撃が「微妙に絡み合い、奥の深い読み合いが成立している」と称賛し、「対人対戦というものの面白さを骨の髄まで感じることができる格闘ゲーム」であると総括した。

セガサターン版
- ゲーム誌『ファミコン通信』の「クロスレビュー」では、9・9・9・9の合計36点（満40点）でプラチナ殿堂を獲得した。レビュアーからは移植に際してセガサターンにおいてどの程度アーケード版を再現できるのかという点に注目が集まっており、サワディ・ノダは「やってくてましたってカンジ。えらいことです」と移植度に関して絶賛、ローリング内沢はポリゴン数が減少していることに触れた上で「あの人間に忠実な動きかたは健在」、「セガサターンの底力を見せつけられた」と称賛、イザベラ永野は「業務用とどこが違うの?という移植レベル」と称賛、TACOXは「業務用基板と筐体を買うと思えば安いもんだ」、「'90年代最高の移植」と絶賛した。

- 『SATURN FAN』の読者投票による「ゲーム通信簿」での評価は以下の通りとなっており、26.6点（満30点）となっている。

| 項目 | キャラクタ | 音楽 | お買得度 | 操作性 | 熱中度 | オリジナリティ | 総合 |
| 得点 | 4.5        | 4.4  | 4.1      | 4.3    | 4.6    | 4.6            | 26.6 |
スーパー32X版
ゲーム誌『ファミコン通信』の「クロスレビュー」では、7・8・8・7の合計30点（満40点）でシルバー殿堂を獲得、『メガドライブFAN』の読者投票による「ゲーム通信簿」での評価は以下の通りとなっており、24.3点（満30点）となっている。
| 項目 | キャラクタ | 音楽 | お買得度 | 操作性 | 熱中度 | オリジナリティ | 総合 |
| 得点 | 4.0        | 3.9  | 3.8      | 4.1    | 4.3    | 4.2            | 24.3 |

## バーチャファイターリミックス
『バーチャファイターリミックス』 (Virtua Fighter Remix) は、『バーチャファイター (VF1)』のグラフィックをリニューアルしたリメイク版。セガサターン互換アーケード基板「ST-V」で1995年6月にリリースされた（『ゲームマシン』の記事によると6月16日発売）。その後セガサターン版も製作され、同年6月16日に「セガサターン百万台キャンペーンボックス」という名称で本体と同梱で発売された。同年7月14日には単体版も発売された。
この作品は主にST-Vのシェアを拡大すべく開発されたもので、初代のゲーム内容そのままに、キャラクターにテクスチャマッピングを施しグラフィックを強化したものとなっている。セガサターン版『VF1』を基に開発されたが、カメラアングルの調整やリングにBG面を使用するなどし、ポリゴン欠けが解消されている。1996年7月にセガサターン用通信モデムが発売され、この作品の通信対応版が同梱された。XBANDのシステムを使用し、当時としては画期的な通信対戦プレイが可能であった。なお、パッケージとキャラクター選択画面のイラストは、寺田克也によるものである。
セガサターン版はゲーム誌『ファミコン通信』の「クロスレビュー」にてプラチナ殿堂を獲得した。

### 移植版
| No. | タイトル                     | 発売日                                    | 対応機種     | 開発元              | 発売元 | メディア | 型式                     | 備考                                         | Ref.  |
| --- | ---------------------------- | ----------------------------------------- | ------------ | ------------------- | ------ | -------- | ------------------------ | -------------------------------------------- | ----- |
| 1   | バーチャファイターリミックス | 1995年6月16日                             | セガサターン | セガ第1AM研究開発部 | セガ   | CD-ROM   | -                        | セガサターン百万台キャンペーンボックス同梱版 |       |
| 2   | バーチャファイターリミックス | 1995年7月14日 1996年10月2日 1995年10月6日 | セガサターン | セガ第1AM研究開発部 | セガ   | CD-ROM   | GS-9039 81023 MK81083-50 |                                              | [ 2 ] |
| 3   | バーチャファイターリミックス | 1996年7月27日                             | セガサターン | セガ第1AM研究開発部 | セガ   | CD-ROM   | GS-7103                  | 通信対応版                                   |       |
| 4   | Virtua Fighter Remix         | 1996年                                    | Windows      | セガ                | セガ   | CD-ROM   | -                        |                                              |       |

### スタッフ
- メイン・プログラマー：岡安啓司
- プログラマー：杉本哲也、庄司弘明、かねこもとい、石戸淳一
- デザイナー：浅古芳尚、加藤陽仁、油井亮弥
- サウンド・デザイナー：中村隆之、光吉猛修、河内和彦
- プロデューサー：鈴木裕

### 評価
セガサターン版
- ゲーム誌『ファミコン通信』の「クロスレビュー」では、8・10・9・8の合計35点（満40点）でプラチナ殿堂を獲得した。レビュアーからはグラフィックの向上以外はオリジナル作と変わらないことが指摘された他、浜村通信は「バーチャファンのためのバーチャグッズ」という位置づけであると指摘、羽田隆之は「新鮮味には欠ける」としながらも仕様に関して「大英断」と称賛、またレビュアー4名中3名が定価が3,400円と低価格であることに肯定的な評価を下した。

- 『SATURN FAN』の読者投票による「ゲーム通信簿」での評価は以下の通りとなっており、24.6点（満30点）となっている。

| 項目 | キャラクタ | 音楽 | お買得度 | 操作性 | 熱中度 | オリジナリティ | 総合 |
| 得点 | 4.2        | 3.9  | 4.7      | 4.2    | 4.1    | 3.6            | 24.6 |

## バーチャファイター エボリューション(10th Anniversary)
『バーチャファイター エボリューション』 (Virtua Fighter Evolution) 別名『バーチャファイター 10th Anniversary』 (Virtua Fighter 10th Anniversary) は、『バーチャファイター4 エボリューション』（VF4Evo）を『バーチャファイター』(VF1)のグラフィックと操作感覚でリメイクした作品。端的に言えば『VF4Evo』のデメイク作品であり、『VF1』ではないが、参考として下記に簡単なリリースデータのみ記載する（本作の詳細なリリース経緯は『VF4』の項に記載されているので、そちらを参照）。
| No. | タイトル                                   | 発売日         | 対応機種      | 開発元              | 発売元 | メディア | 型式       | 備考            | Ref.          |
| --- | ------------------------------------------ | -------------- | ------------- | ------------------- | ------ | -------- | ---------- | --------------- | ------------- |
| 1   | バーチャファイター 10th Anniversary        | 2003年11月28日 | PlayStation 2 | セガ第2AM研究開発部 | セガ   | CD-ROM   | SLPM-68008 |                 |               |
| 2   | バーチャファイター 10th Anniversary 復刻版 | 2007年2月8日   | PlayStation 2 | セガ第2AM研究開発部 | セガ   | CD-ROM   | SLPM-68018 | 『VF5』予約特典 | [ 48 ] [ 49 ] |